# Melissodes illata
Melissodes illata là một loài Hymenoptera trong họ Apidae. Loài này được Lovell & Cockerell mô tả khoa học năm 1906.